# 塞巴赫 (巴登-符腾堡州)
塞巴赫（德語：Seebach，發音：[ˈzeːˌbax]）是德国巴登-符腾堡州弗赖堡行政区奥特瑙县的市镇，总面积19.05平方千米，2023年12月31日总人口为1,424人。